# CBS Broadcast Center
O CBS Broadcast Center é um estúdio de televisão estadunidense de propriedade da ViacomCBS localizada na cidade de Nova York. É principal estúdio de produção da CBS na Costa Leste.
A instalação serve como sede da CBS News e do canal de notícias ao vivo da CBSN, e é a principal instalação da CBS Sports e da WLNY-TV. A Black Entertainment Television anteriormente usou estúdios para as gravações de 106 & Park (tanto a BET quanto a CBS fizeram parte da Viacom até sua separação pela divisão da Viacom/CBS). O programa Inside Edition também é gravado no Broadcast Center.
O Broadcast Center também é a base de produção da CBS Radio News. A principal da rede de rádio WCBS (AM) ficou instalada no edifício de 2000 (passando de Black Rock, sede corporativa da CBS na 51 West 52nd Street) até 2011, quando se mudou para a 345 Hudson Street, no sul de Manhattan.